# Bāṇabhaṭṭa
Bāṇabhaṭṭa, cunoscut și sub numele Bāṇa, a fost poet indian de limbă sanscrită care a trăit prin secolul al VII-lea.

## Opera
Opera sa a fost considerată un monument al prozei artistice sanscrite.
Din acesta fac parte romanul istoric Harṣacarita ("Viața lui Harṣa") și Kādambari, considerat unul dintre cele mai vechi romane ale lumii.